# Dacrydium pectinatum
Dacrydium pectinatum é uma espécie de conífera da família Podocarpaceae.
Pode ser encontrada nos seguintes países: Brunei, China, Indonésia, Malásia e Filipinas.